# مسؤولية بيئية للشركات

صورة توضح انبعاثات الكربون عالميًا

تشير المسؤولية البيئية للشركات إلى واجبات الشركة بالابتعاد عن إلحاق الضرر بالبيئة الطبيعية. المصطلح مشتق من المسؤولية الاجتماعية للشركات.

## خلفيتها
كان البعد البيئي للمسؤولية الاجتماعية للشركات محط جدال في العقود القليلة الماضية وما يزال، مع ازدياد اهتمام أصحاب المصلحة بالتزام المنظمات بالوعي البيئي والمسؤولية الاجتماعية. في النموذج التقليدي للشركات، كان الاهتمام بالحماية البيئية يدرس فقط فيما يخص «المصلحة العامة». حتى وقت قريب، كانت الحكومات المسؤولة الأساسية عن ضمان إدارة وحفظ البيئة.
ركز القطاع العام على تطوير التشريعات وفرض العقوبات كوسيلة لتسهيل الحماية البيئية. حديثًا، تبنى القطاع الخاص منهج المسؤولية التشاركية تجاه منع وتخفيف الأضرار البيئية. يتغير القطاعان العام والخاص وأدوار كل منهما في الفترة الأخيرة، مع ازدياد فعالية القطاع الخاص في حماية البيئة. توفر العديد من الحكومات، والشركات المساهمة، والشركات الكبيرة الآن استراتيجيات لحماية البيئة والنمو الاقتصادي.
نشرت اللجنة العالمية المعنية بالبيئة والتنمية تقرير برندتلاند في عام 1987 للحديث عن التنمية المستدامة. منذ ذلك الحين، حاول مديرون، وباحثون، وأصحاب أعمال تحديد سبب وكيفية إدخال الشركات المساهمة جوانب بيئية في سياساتها. في السنوات الأخيرة، تعهد عدد متزايد من الشركات بحماية البيئة الطبيعية.

## العناصر الرئيسية
تغطي هذه العناصر الأمور المرتبطة بالبيئة في عمليات الشركات:
- التخلص من النفايات والانبعاثات.
- زيادة الاستخدام الكفوء للموارد والإنتاجية إلى الحد الأعلى.
- تقليل النشاطات التي يمكنها منع تمتع الأجيال اللاحقة بالموارد البيئية إلى الحد الأدنى.

## الدوافع والتحديات
من بين الدوافع الأساسية للمسؤولية البيئية للشركات السياسات الحكومية والتشريعات. توفر العديد من الدول تشريعاتها وقوانينها وسياساتها الخاصة، وهي مهمة في خلق سلوك بيئي إيجابي ضمن الشركات. تلعب الضرائب والتعاريف والمنح أو الإعانات المالية دورًا محوريًا في تطبيق هذه السياسات. من العوامل الأخرى المهمة البيئة التنافسية بين الشركات الناتجة عن الوعي الإعلامي، والعام، ووعي أصحاب المصلحة والمنظمات غير الحكومية، والتي تعد أيضًا من الدوافع الكبرى للمسؤولية البيئية للشركات.
تشمل التحديات كلفة التنظيم وصعوبات التنبؤ بالأرباح الاقتصادية، ويمكن لهذه أن تسبب مشاكل لإدارة الشركة. بالإضافة إلى ذلك، غالبًا ما تكون التقنيات الجديدة مكلفة للكثير من الشركات. من التحديات الأخرى عدم انسجام التشريعات بين الدول المختلفة -هناك عادةً العديد من الاقتراحات، ما يؤدي إلى عدم وضوح الاستراتيجيات الخاصة بالسلوك البيئي، وخاصة في الشركات متعددة الجنسيات.

## وجهات نظر عالمية عن المسؤولية البيئية للشركات
تركز معظم دراسات المسؤولية الاجتماعية للشركات على الممارسات التجارية وأبعادها، كاقتصاديات الأعمال ومشروعية القوانين البيئية. بدأت معظم الشركات بالانتباه لأهمية إعطاء الاعتبار لبعض أهم أصحاب المصلحة فيها: وهم الموظفون والزبائن والتزامهم بالاستدامة. أظهرت الدراسات أنه بمجرد بدء الشركات بممارسات الاستدامة، فإنها ترتبط مباشرة بالنجاح المالي ورضى الزبون، ما يمكنه بدوره أن يستخدم كأداة تسويق. رغم اختلاف الثقافات بين الدول، وتحديد كل دولة لسلم المسؤوليات البيئية الخاص بها، فإن الأبحاث تظهر وجود قيم إنسانية معيارية عالمية تقود حاجات ورغبات الزبائن. كان للشركات دور المبادرة بأخذ الاستدامة وتوفيقها مع كل من أهداف الشركة الاقتصادية. يلعب المديرون والأشخاص الآخرون في المستويات العليا للشركات دورًا مهمًا في صنع القرار وتطبيق ممارسات الاستدامة للشركة.

## فوائد المسؤولية البيئية للشركات
يمكن أن تثبت المسؤولية الاجتماعية للشركات أنها أكثر من مربحة للشركات وأنها تطيل عمرها في الأسواق لأن الطلب ازداد على زيادة الوعي في هذا الموضوع، في كل من الأسواق الاجتماعية وأسواق الأعمال. استجاب الزبائن مع الرضى العام والولاء عندما كان للشركات أداء أفضل من حيث المسؤولية الاجتماعية للشركات، وخاصة في دول كالبرازيل وإسبانيا. للثقافة العامة دور مؤثر في مستويات ودراسات المسؤولية الاجتماعية للشركات، كما للقيم الإنسانية في البلدان المختلفة.
يمكن لهذا الموضوع أن يندرج أيضًا تحت التنمية المستدامة. لا يعنى هذا المجال بحماية البيئة وحسب، بل بالحفاظ على النمو الاقتصادي خلال ذلك. أبرمت عدة اتفاقيات دولية للمساعدة في تبني ممارسات تجارية جديدة تلتزم بهذه المعايير، ولكنها كانت تعتبر فردية ولم تكن هناك هيئة ملزمة قانونيًا تنظم أو تطبق هذه الممارسات.
من العوامل الأخرى التي تعتبر جزءًا محوريًا في التنمية المستدامة البشر، والمجموعات الخاصة ومساكنها. تقود الدفة الدول والشركات الأكثر نماءً، في حين تجني الشركات والدول الأصغر الأرباح ببطء. من المهم معرفة أن مجرد الاهتمام بالمسؤولية البيئية للشركات لا يعني أن الاستهلاك صار أمرًا مرغوبًا.
فكرة المسؤولية البيئية للشركات هي أن يصبح الناس أكثر وعيًا تجاه الأثر البيئي ويتصرفوا بحيث يلغون التلوث والبصمة الكربونية التي تسببوا بها للموارد الطبيعية. من العوامل الرئيسية تخفيض البصمة الكربونية وانبعاثات الكربون. تركز العديد من الدراسات على محاولة إيجاد توازن بين النمو الاقتصادي وتخفيض الهدر والوصول إلى بيئة أنظف.
إضافةً إلى ما سبق، العديد من الشركات في طور اكتشاف أن هناك فوائد من مناصرة التشريعات البيئية، وتحضر أنفسها لتطبيقها قبل أن تصبح جزءًا من القانون. في دراسة حديثة، وجد الباحث أن الشركات تدعم تشريعات التغير المناخي كوسيلة لاكتساب النفوذ على حساب منافسيها. ففي جوهر الأمر، حتى لو آذى التشريع الجديد الشركة على المدى القصير، فإن الشركة قد تتبناه عالمةً بأنه سيؤذي منافسيها أكثر. هذا يسمح لهم بالفوز على المدى الطويل.

## ملخص
ازداد الاهتمام بالأبعاد البيئية للأمن كقضية كبرى تأخذها الدول بعين الاعتبار. كان لعملية التوريق أثر كبير في خلق مفهوم حديد للأمن. لعبت العولمة أيضًا دورًا أساسيًا في تبني الاستراتيجيات البيئية الجديدة كعملية متعددة الأوجه تؤثر على المجتمعات الحديثة، وتخلق بيئات متشابكة ومتعددة الأبعاد.
تستخدم المسؤولية البيئية للشركات من قبل شركات متعددة الجنسيات بالإضافة إلى منظمات صغيرة محلية. والضوء مسلط عليها وهي مؤسسة (من المأسسة) أكثر بسبب وعي أصحاب المصلحة للآثار الهائلة للنشاطات التجارية على البيئة. لفهم المسؤولية البيئية للشركات، يجب معرفة علاقتها باستراتيجيات المسؤولية الاجتماعية للشركات. المسؤولية البيئية للشركات والمسؤولية الاجتماعية للشركات هما الاستراتيجيتان الأساسيتان اللتان تساعدان في خلق أعمال تجارية فعالة ومستدامة بيئيًا.